# Identificateur de fragment
Un identificateur de fragment est une courte chaîne de caractères hypertexte HTML faisant référence à une ressource qui est subordonnée à une autre, dite « ressource primaire » ou « ressource principale ». La ressource principale est identifiée par une Uniform Resource Identifier (URI) tandis que l'identificateur de fragment sert à pointer sur une ressource secondaire.
Il est introduit par un croisillon (#), qui permet ainsi de pointer directement vers une portion d'une page web ou encore faire un retour haut de page.
En XML, il est introduit par la chaîne de caractères #xpointer(//Exemple)

## Exemples
- http://www.example.org/foo.html#bar pointera sur une div portant l'id=bar
- http://www.example.org/foo.xml#xpointer(//Exemple)